# Þórir Hergeirsson
Þórir Hergeirsson (né le 27 avril 1964 à Selfoss) est un entraîneur islandais de handball. 
Il est notamment reconnu pour avoir été de 2009 à 2024 à la tête de la sélection féminine norvégienne, qu'il a menée à deux titres olympiques (2012 et 2024), trois titres mondiaux (2011, 2015 et 2021) ainsi que cinq titres européens (2010, 2014, 2016, 2020 et 2022). Il a été élu cinq fois meilleur entraîneur mondial de l'année.
Hergeirsson était membre de l'encadrement de cette sélection depuis 2001 avant d'être nommé à sa tête en 2009, succédant à Marit Breivik. Il avait auparavant entraîné les clubs de Elverum Håndball, Gjerpen Håndball et Nærbø IL.
Sa fille, Maria Thorisdottir, est une joueuse de football internationale norvégienne évoluant en Angleterre.

## Palmarès

### Avec l'équipe nationale de Norvège
Jeux olympiques
- médaille d'or en 2012 et 2024
- médaille de bronze en 2016 et 2020

Championnats du monde
- vainqueur en 2011, 2015 et 2021
- finaliste en 2017 et 2023
- 3e en 2009
- 5e en 2013

Championnats d'Europe
- vainqueur en 2010, 2014, 2016, 2020 et 2022
- finaliste en 2012
- 5e en 2018

### Distinctions individuelles
- élu meilleur entraîneur mondial de l'année en 2011, 2012, 2014, 2015 et 2016